# Ferdinand de Flandra
Ferdinand de Portugalia (n. Coimbra, 24 martie 1188 – d. Noyon, 27 iulie 1233) a fost conte-consort de Flandra.
Ferdinand a fost un infante portughez, al patrulea fiu al regelui Sancho I al Portugaliei cu Dulce de Aragon.
El a devenit conte de Flandra prin căsătoria cu contesa Ioana de Flandra, fiica mai mare a contelui Balduin al IX-lea, căsătorie ce a avut loc în ianuarie 1212 la Paris.
Aflați în drum spre Flandra, tinerii căsătoriți au fost capturați de către vărul Ioanei, Ludovic (viitorul rege Ludovic al VIII-lea al Franței, fiul mai mare al regelui Filip August al Franței cu mătușa Ioanei, Isabelle de Hainaut. Scopul lui Ludovic era acela de a obține zestrea mamei sale, constând într-o parte consistentă a teritoriului flamand, inclusiv Artois, pe care tatăl Ioanei îl recuperase prin forța armelor după moartea Isabellei.
Eliberați după această concesiune făcută lui Ludovic, Ioana și Ferdinand s-au raliat la puțină vreme vechilor aliați ai Flandrei, regele Ioan al Angliei și împăratul Otto al IV-lea de Braunschweig, formând o puternică alianță împotriva Franței. Ei au fost înfrânți decisiv în bătălia de la Bouvines din iulie 1214, în cadrul căreia Ferdinand a fost luat prizonier.
Ferdinand va rămâne în mâinile francezilor vreme de 12 ani, timp în care Ioana a guvernat Flandra singură. A fost eliberat abia de către regenta Franței, Blanche a Castiliei, după urcarea pe tron a fiului acesteia, Ludovic al IX-lea.
Ferdinand a încetat din viață la Noyon în 27 iulie 1233.